# Port lotniczy Al Dhafra
Port lotniczy Al Dhafra (IATA: DHF, ICAO: OMAM) – port lotniczy położony 1 km od miasta Abu Zabi, w emiracie o tej samej nazwie, w Zjednoczonych Emiratach Arabskich. Używany do celów wojskowych.